# Vera Ross
Pour les articles homonymes, voir Ross.
Vera Ross est une chanteuse américaine d'opéra-comique qui a joué dans de nombreuses productions de Winthrop Ames qui a introduit les œuvres d'Arthur Sullivan et de William S. Gilbert aux États-Unis.

## Carrière

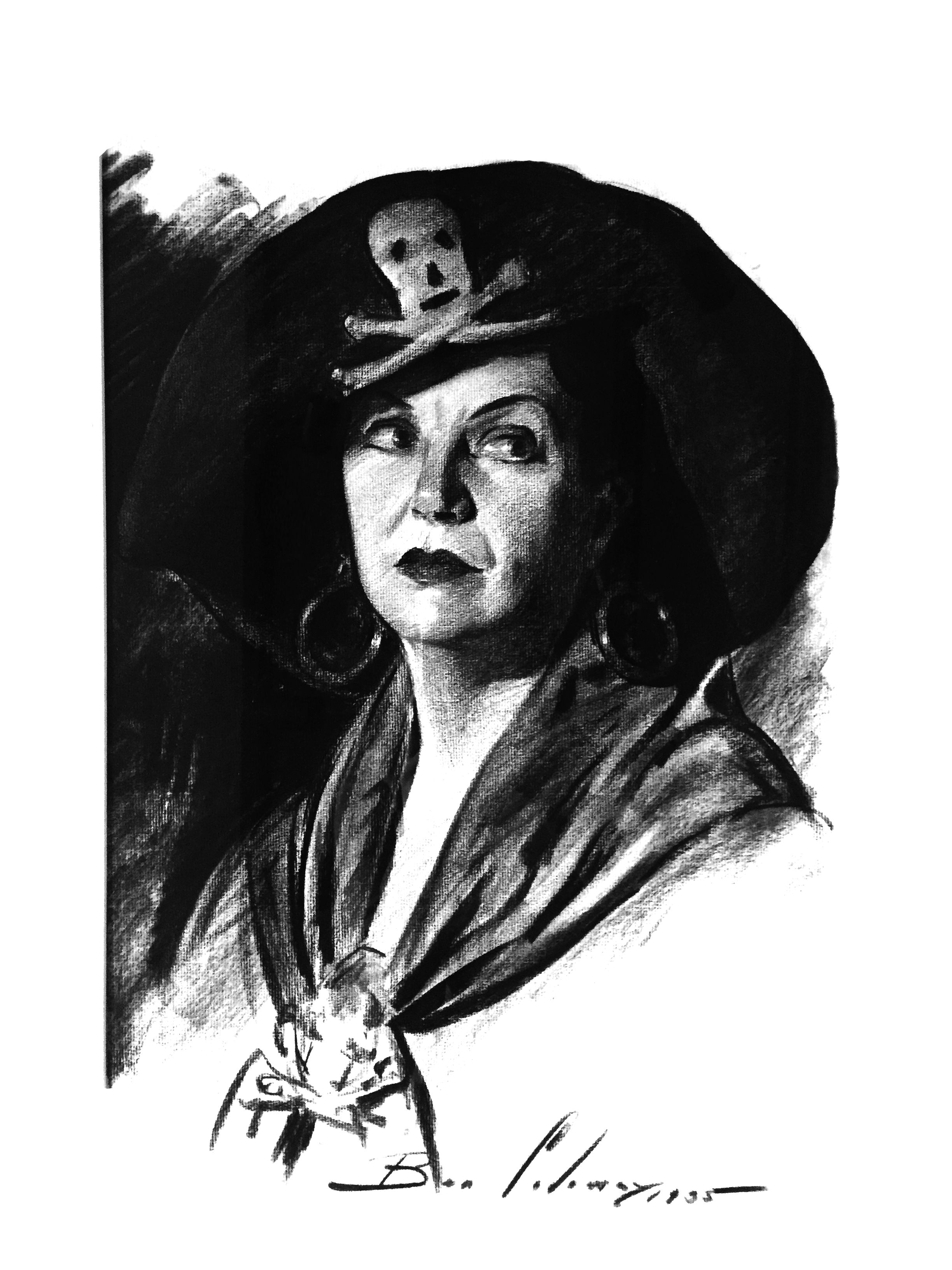
Vera Ross dans The Pirates of Penzance, 1935

Ross passe la majeure partie de sa carrière avec l'Aborn Opera Company (en) qui produit des opéras-comiques à Broadway. Après la mort de Milton Aborn en novembre 1933, Ross travaille pour Lodewick Vroom à la Civic Light Opera Company.
Elle apparait dans les comédies musicales de Broadway Three Sowers (1920), The Wildcat (1921), The Passing Show (en) of 1923, dans le rôle de la Reine des fées dans Iolanthe (1926, 1927, 1931, 1934 et 1936), dans le rôle de Ruth dans The Pirates of Penzance (1926, 1927, 1933, 1934,, 1935 et 1936), The Mikado (1927, 1931,, 1933, 1934, 1935 et 1936), The Chocolate Soldier (en) (1930), The Gondoliers (1931, 1932 et 1935), Trial by Jury (en) (1933, 1934, 1935), H.M.S. Pinafore (1933, 1934, 1935 et 1936), The Yeomen of the Guard (en) (1933 et 1935),.
La carrière de Ross se termine avec sa cinquième production de Iolanthe à Broadway en 1936.

## Enregistrements
En 1932, RCA Victor a publié le disque "Gems from The Mikado " par la Civic Light Opera Company de New York, numéro de catalogue L-24005, avec Vera Ross dans le rôle de Katisha  où elle interprete notamment "Oh, living I".

## Filmographie
- The Girl Said No, film d'Andrew L. Stone (1937)[17],[18].